# Bayadera brevicauda
Bayadera brevicauda är en trollsländeart som beskrevs av Fraser 1934. Bayadera brevicauda ingår i släktet Bayadera och familjen Euphaeidae. Inga underarter finns listade i Catalogue of Life.